# Циклодецин
Циклодецин — органическое соединение, непредельный моноциклический углеводород, группы циклоалкинов с химической формулой C10H16. Молекула имеет кольцо из десяти атомов углерода, два из которых соединены через тройную связь.

## Физические свойства
Циклодецин имеет высокую реакционную способность и из-за не хранится в течении длительного времени.

## Получение
Циклодецин впервые был синтезирован в середине XX века в рамках исследований среднециклических углеводородов. Один из методов получения основан на дегидразинировании себацила дигидразона в присутствии окиси ртути и гидроксида калия в этаноле, что приводит к образованию тройной связи в десятичленном цикле и выделению азота.
{\displaystyle C_{10}H_{16}N_{4}{\xrightarrow[{KOH,C_{2}H_{5}OH}]{HgO}}C_{10}H_{16}+2N_{2}}

## Реакции
При взаимодействии циклодецина с двумя молекулами водорода образуется циклодекан.
{\displaystyle {\mathsf {2H_{2}+C_{10}H_{16}\rightarrow C_{10}H_{20}}}}